# Christian Illek
Christian P. Illek (* 3. Juli 1964 in Düsseldorf) ist ein deutscher Betriebswirt und Manager.

## Karriere
Illek studierte Chemie und Betriebswirtschaftslehre in Düsseldorf und München und begann seine berufliche Laufbahn 1989 an der Ludwig-Maximilians-Universität München. 2007 wurde er Bereichsvorstand von T-Home; davor arbeitete er bei der Beratungsfirma Bain & Company und dem Computerhersteller Dell sowohl in Deutschland als auch in der Schweiz.
Ab April 2010 verantwortete Illek bei der Deutschen Telekom AG alle Marketingaktivitäten für Privat- und Geschäftskunden in Deutschland sowie die internationale Produktentwicklung für Festnetz, IPTV, konvergente und Geschäftskunden-Angebote.
Mitte September 2012 übernahm Illek den Vorsitz der Geschäftsführung von Microsoft Deutschland.
Am 25. Februar 2015 hat ihn der Aufsichtsrat der Deutschen Telekom AG zum neuen Personalvorstand und Arbeitsdirektor bestellt.
Seit dem 1. Januar 2019 ist er Finanzvorstand der Deutschen Telekom AG und hat das Personalressort und die Aufgabe des Arbeitsdirektors an die ehemalige Deutsche-Bahn-Managerin Birgit Bohle übergeben.